# The Kiss of Hate
The Kiss of Hate è un film muto del 1916 diretto da William Nigh. Prodotto dalla Columbia Pictures e sceneggiato da Fred De Gresac, aveva come interpreti Ethel Barrymore, H. Cooper Cliffe, Robert Elliott, Roy Applegate, Niles Welch, William L. Abingdon.

## Trama
Il prefetto di polizia Orzoff trama per uccidere il conte Peter Turgeneff, governatore della provincia, come rivalsa nei confronti di sua figlia Nadia, che aveva denunciato pubblicamente la politica antisemita del prefetto. Nadia, per salvare il padre, accetta di cedere a Orzoff ma, nonostante il suo sacrificio, il prefetto non tiene conto della promessa fatta e assassina comunque il governatore per poterne prendere il posto. Nadia, allora, giura vendetta e si unisce a un gruppo di congiurati ebrei che cospirano contro Orzoff. Innamoratasi di Sergius, il figlio del suo nemico dichiarato, la donna rinuncia all'amore per vendicarsi. Dopo aver cercato di accoltellare il giovane Orzoff e avere cercato di uccidersi, costringe l'assassino di suo padre a firmare una dichiarazione che ammette la sua persecuzione contro gli ebrei in cambio della vita del figlio. Ignorando che Nadia si trova nella villa di Orzoff insieme a questi e a Sergius, il gruppo di cospiratori dà fuoco alla residenza, uccidendo così tutti i suoi occupanti, compresa Nadia.

## Produzione
Il film fu prodotto dalla Columbia Pictures.

## Distribuzione
Il copyright del film, richiesto dalla Columbia Pictures Corp., fu registrato l'11 aprile 1916 con il numero LP8061. Distribuito dalla Metro Pictures Corporation, il film uscì nelle sale cinematografiche statunitensi il 3 aprile 1916.
Non si conoscono copie ancora esistenti della pellicola che viene considerata presumibilmente perduta.